# 탄저병

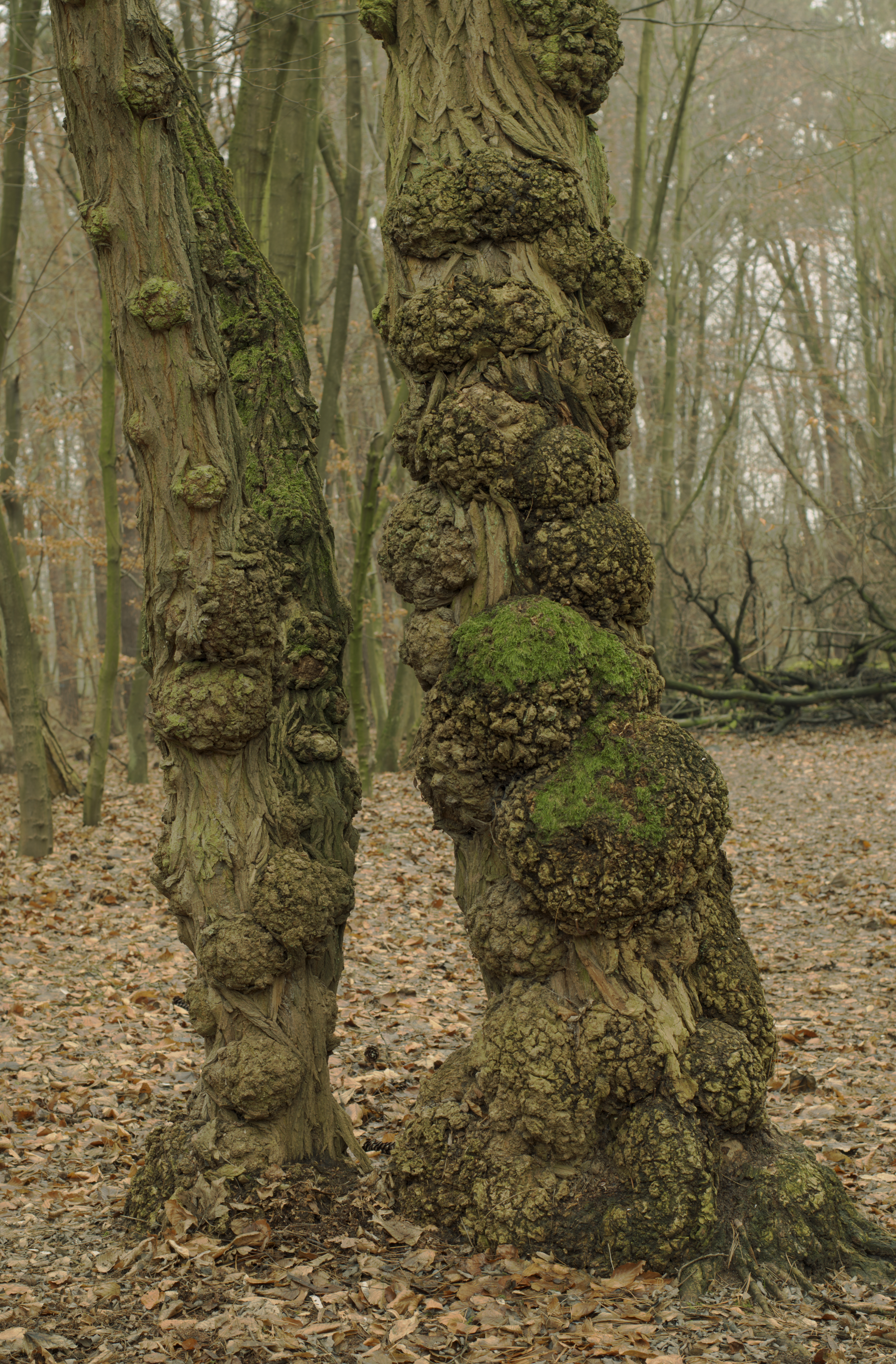
탄저병에 걸린 참나무.

탄저병(炭疽病)은 탄저병균의 감염에 의하여 생기는 식물의 병해다. 고추, 벼, 콩, 오이, 국화과 등의 작물과 감나무, 매화나무, 복숭아나무, 감귤나무, 밤나무, 사과나무 등의 과수에서 각각 종류가 다른 탄저병균의 기생에 의해서 발생하며 과일도 낙과한다.
식물 탄저병의 원인인 탄저병균과 동물에게 일어나는 탄저의 원인인 탄저균은 별개다.

## 줄기마름병
줄기마름병(canker)은 동고병 이라고도 불린다. 탄저병을 줄기마름병이라고도 부른다. 자낭균에 속하는 디아포르테(Diaporthe), 로이코스토마(Leucostoma ), 엔도티아(Endothia ) 등의 균의 기생으로 발병한다. 배, 사과, 복숭아, 옥수수, 토마토 등에도 발생된다. 노목(老木)이나 쇠약한 나무, 동해를 받은 나무, 과습지에서 자라는 나무 등에 발생이 많으며 병균은 1차적으로 죽은 부위로 전염하게 된다.
발병 부위와 증상
나무의 원줄기나 가지의 껍질에 갈색, 암갈색, 검은색의 작은 돌기(병반)를 볼 수 있다. 병반 표면에는 검은색의 작은 돌기(병자각)들이 생겨 나며 거칠어지게 된다. 점차 부정형이 되며,상하 방향으로 길게 발달된다. 움폭해지며 깊게 들어 가고 건전한 부위와 접한 부분은 갈라진다. 이 병반(病斑)이 진행되면 병든 부위 위쪽의 가지, 줄기가 말라 죽는다.

## 고추 탄저병

### 예방
가장 효과적인 고추 탄저병의 예방법은 비닐하우스 등 비가림 시설로 빗물이 직접 과실에 튀는 것을 방지하는 것이다. 비가림에 의한 탄저병 방제효과는 95% 이상이라는 여러 연구결과들이 이미 보고된 바 있고, 무농약 고추재배시 비가림 시설이 무설치구에 비해 수량은 약 2배 증가하는 것으로 나타났다. 또한 한 개의 병든 과실에 탄저병균 전염원이 수천만 개 이상 형성되고 비바람에 의해 멀게는 수km까지 날아가므로 병든 과실은 발견 즉시 제거하여 소각 처리하는 것이 가장 중요하다.